# Quarna Sopra
Quarna Sopra (piemontiul: Quarnà Dzora) település Olaszországban. Lakosainak száma 240 fő (2023. január 1.). Quarna Sopra Germagno, Omegna, Quarna Sotto, Valstrona és Loreglia községekkel határos.

## Népesség
A település népességének változása:
| Lakosok száma | 249  | 254  | 240  |
|               | 2017 | 2018 | 2023 |